# Shanghai Challenger 2011
Il Shanghai Challenger 2011 è stato un torneo professionistico di tennis maschile giocato sul cemento. È stata la 1ª edizione del torneo, facente parte dell'ATP Challenger Tour nell'ambito dell'ATP Challenger Tour 2011. Si è giocato a Shanghai in Cina dal 5 all'11 settembre 2011.

## Partecipanti

### Teste di serie
| Nazionalità   | Giocatore            | Ranking* | Testa di serie |
| ------------- | -------------------- | -------- | -------------- |
| Taipei cinese | Lu Yen-hsun          | 82       | 1              |
| Germania      | Rainer Schüttler     | 111      | 2              |
| Giappone      | Gō Soeda             | 123      | 3              |
| Sudafrica     | Rik De Voest         | 124      | 4              |
| Giappone      | Tatsuma Itō          | 127      | 5              |
| Regno Unito   | James Ward           | 140      | 6              |
| Russia        | Aleksandr Kudrjavcev | 145      | 7              |
| Germania      | Cedrik-Marcel Stebe  | 151      | 8              |

- 1 Ranking al 29 agosto 2011.

### Altri partecipanti
Giocatori che hanno ricevuto una wild card:
- Gong Maoxin
- Li Zhe
- Wu Di
- Zhang Ze

Giocatori che sono passati dalle qualificazioni:
- Pierre-Ludovic Duclos
- Luka Gregorc
- Hiroki Moriya
- Daniel Yoo

## Campioni

### Singolare
Cedrik-Marcel Stebe ha battuto in finale  Aleksandr Kudrjavcev con il punteggio di 6–4, 4–6, 7–5

### Doppio
Sanchai Ratiwatana /  Sonchat Ratiwatana hanno battuto in finale  Fritz Wolmarans /  Michael Yani con il punteggio di 7–6(4), 6–3